# The Pledge
The Pledge —en español: Asesino oculto, El juramento o Código de honor— es una película estadounidense de misterio de 2001 dirigida por Sean Penn. Está basada en la novela de 1958 La promesa, del autor suizo Friedrich Dürrenmatt, quien escribió esta obra para refinar el tema originalmente desarrollado en el guion de la película hispano-suiza de 1958 El cebo, dirigida por Ladislao Vajda y protagonizada por Heinz Rühmann.

## Argumento
La película comienza con una analepsis de un detective de la policía ebrio, Jerry Black (Jack Nicholson), balbuceando incoherencias en una ubicación no especificada. La escena cambia entonces a los eventos que preceden a la escena de apertura. Jerry está pescando en el hielo y, a continuación, conduce al trabajo. Después del trabajo, va a un restaurante, donde el departamento le ha preparado una fiesta de jubilación. El capitán de la policía Eric Pollack (Sam Shepard) da de regalo a Jerry un viaje para ir a pescar en México. La celebración es interrumpida por el descubrimiento de una niña asesinada llamada Ginny. Jerry decide ir con otro detective, Stan Krolak (Aaron Eckhart), a la escena del crimen.
Jerry entrega la mala noticia a los padres de la niña. La madre (Patricia Clarkson) le hace jurar a Jerry sobre una cruz que Ginny hizo que encontrará al asesino. Un sospechoso se encuentra al día siguiente. Stan va en entrevistar al sospechoso, que es un indígena con problemas mentales (Benicio del Toro). El hombre finalmente confiesa, pero roba una de las armas de los policías y se suicida con ella. Para todos los otros detectives, el caso está cerrado. Pero Jerry no cree que el asesino murió esa noche. Sigue firme en su promesa de encontrar al asesino y no ir al viaje de pesca que le entregó el departamento. Jerry visita a la abuela de la víctima (Vanessa Redgrave) y es dirigido allí por una mujer mayor. La abuela le dice a Jerry que la niña contaba muchas historias, y en una posterior visita a uno de sus amigos revela que Ginny tenía un amigo llamado el «Gigante». Jerry ve una imagen que Ginny dibujó del gigante que no se asemeja al indígena, y se la lleva.
Jerry va con Stan y le pide reabrir el caso. Stan se niega, pero Jerry obtiene más información acerca de casos similares en el área. La investigación de Jerry lo lleva a tres casos no resueltos e inquietantemente similares que el indígena no podría haber cometido. Jerry presenta estos casos al capitán Pollack y Stan, que tienen dudas. Jerry les muestra la imagen de Ginny y el Gigante. Jerry nuevamente les dice una vez más que insistirá en la posibilidad de encontrar el verdadero asesino y se marcha. Jerry alquila una cabaña y pasa algún tiempo de pesca. Encuentra una gasolinera cerca del lago y le gusta tanto la ubicación que le pide al propietario (Harry Dean Stanton) si está interesado en vender el lugar. Jerry finalmente compra la gasolinera y se muda a la pequeña casa que hay detrás. Jerry encuentra a una camarera local llamada Lori (Robin Wright Penn). Lentamente se convierte en una figura paterna de su joven hija Chrissy. Después de que Lori tiene una pelea con su exmarido, ella se muda con Jerry.
Pronto, Chrissy se hace amiga de un reverendo local llamado Gary Jackson (Tom Noonan). Jerry se siente incómodo con esto y comienza a pensar que Jackson es el asesino. Se muestra a Chrissy encontrándose con un hombre que conduce un carro negro con un colgante de puerco espín en el retrovisor. Chrissy le dice esto a Jerry, explicándole que conoció a un mago que le dio dulces con forma de puercoespín y que le dijo que no le contara a sus padres que se conocieron; ella pensó que estaba bien contárselo a Jerry, ya que no es su padre. Jerry se da cuenta de que este es el asesino y, usando a Chrissy como cebo, Jerry emprende una operación, con la ayuda de Stan, para atraparlo en el acto.
Se muestra un carro con un colgante de puercoespín, pero no se dirige a donde está Chrissy. La mujer que dirigió a Jerry a la abuela de Ginny se la muestra buscando un tal «Oliver», y se sugiere que este Oliver es el asesino. Después de horas de espera, Stan y el otro policía se marchan. Le cuentan a Lori lo ocurrido y, después de correr al lugar, Lori le grita a Jerry por haber puesto a su hija en peligro. El carro que se mostró acercándose es visto destruido en un accidente de tráfico y mientras hay ambigüedad deliberada en cuanto al ocupante muerto puede ser conjeturado como el asesino. Jerry es entonces visto como es ahora, balbuceando y hablándose a sí mismo en frente de la gasolinera ahora desaparecida, claramente afligido y desequilibrado por el giro de los acontecimientos, ignorante del destino implícito del asesino.

## Reparto
- Jack Nicholson: Jerry Black.
- Patricia Clarkson: Margaret Larsen.
- Benicio del Toro: Toby Jay Wadenah.
- Aaron Eckhart: Stan Krolak.
- Helen Mirren: Doctor.
- Tom Noonan: Gary Jackson.
- Robin Wright Penn: Lori
- Vanessa Redgrave: Annalise Hansen.
- Mickey Rourke: Jim Olstad.
- Sam Shepard: Eric Pollack.
- Harry Dean Stanton: Floyd Cage.
- Dale Dickey: Strom.
- Costas Mandylor: Monash Deputy.
- Michael O'Keefe: Duane Larsen.
- Lois Smith: Helen Jackson.
- Brittany Tiplady: Becky Fiske.
- Eileen Ryan: Jean.

## Producción
La película fue rodada principalmente en el interior de Columbia Británica, Canadá. Mientras que las escenas de apertura fueron filmadas en Reno, Nevada, el resto de la película fue rodada en la villa canadiense de Keremeos, Princeton, Hedley, Merritt y Lytton, todos en Columbia Británica.

## Respuesta de la crítica
La respuesta de la crítica a Asesino oculto fue generalmente favorable; tiene una puntuación de 79% de aprobación en Rotten Tomatoes. Roger Ebert le dio a la película tres estrellas y media de cuatro, escribiendo: «El último tercio de la película es donde la mayoría de historias policíacas entran en piloto automático, con persecuciones obligatorias, acechos y enfrentamientos. Ahí es cuando la película se hace más atractiva. Penn y Nicholson se arriesgan con el material y elevan la película a otro nivel imprevisto y atrapante». James Berardinelli le dio tres estrellas, llamándola «inteligente en la forma en que se revelan cosas poco a poco, pero, al mismo tiempo, nunca nos da demasiada información». A la película no le fue especialmente bien en la taquilla. Recaudó aproximadamente 19 millones de dólares a nivel nacional y 9 millones de dólares en los demás países.

## Premios y candidaturas
- Sean Penn - Palme d'Or en el Festival de Cannes 2001 - Candidato
- 2002 para el Bodil danés - Candidato
- Benicio Del Toro - Premio ALMA 2002 - Candidato
- Brittany Tiplady - Premio Jóvenes Artistas 2002 - Candidato
- Hans Zimmer - Premio Banda sonora Mundial 2001 - Candidato